# Werner Streib

Major Werner Streib (links) und Major Helmut Lent.

Werner Streib (* 13. Juni 1911 in Pforzheim; † 15. Juni 1986 in München) war ein deutscher Offizier. Er kämpfte als Jagdflieger im Zweiten Weltkrieg bei der Luftwaffe und war nach dem Krieg in der Bundeswehr, wo er zuletzt den Dienstgrad eines Brigadegenerals innehatte.

## Militärische Laufbahn

### Junge Jahre und Ausbildung
Nach erfolgreichem Abitur arbeitete Streib zunächst drei Jahre im Bankwesen. 1934 trat er der Reichswehr bei. Dort wurde er als Fahnenjunker dem 14. Infanterie-Regiment zugeteilt. 1936 wechselte Streib zur Luftwaffe über, wo er im Rang eines Leutnants zunächst als Beobachter Verwendung fand. Anschließend war er Flugschüler in einer Aufklärungsgruppe. Dem folgte eine Ausbildung an der Blindflugschule in Wesendorf und Brandis. 1938 kam Streib als Flugzeugführer zur II. Gruppe des Jagdgeschwaders Richthofen nach Jüterbog-Damm.

### Zweiter Weltkrieg
Bei Ausbruch des Zweiten Weltkrieges fungierte Streib, mittlerweile im Dienstgrad eines Oberleutnants, als Chef der Flughafenbereichskompanie sowie als Flugzeugführer im Zerstörergeschwader 1. Hier stieg er kurze Zeit später zum Staffelkapitän auf. In dieser Eigenschaft erzielte Streib im Rahmen des Westfeldzuges am 10. Mai 1940 seinen ersten Luftsieg. In der Nacht des 20. auf den 21. Juli 1940 erzielte Streib mit seiner Messerschmitt Bf 110 als erster Offizier der Luftwaffe einen Abschuss im Rahmen der „hellen Nachtjagd“. Aufgrund seiner Erfolge wurde Streib als erster Nachtjäger im Wehrmachtbericht erwähnt. Nach insgesamt acht Luftsiegen, davon sieben Nachtsiege, wurde Streib am 6. Oktober 1940 als Oberleutnant und Staffelkapitän der 2. Staffel des Nachtjagdgeschwaders 2 das Ritterkreuz des Eisernen Kreuzes verliehen. Gleichzeitig erfolgte seine Beförderung zum Hauptmann. Nach seinem Wechsel zum Nachtjagdgeschwader 1 wurde er dort im Oktober 1940 Gruppenkommandeur der I. Gruppe. Am 14. Januar 1943 erzielte Streib seinen 40. Luftsieg, wofür er, mittlerweile im Rang eines Majors, am 27. Februar 1943 das Eichenlaub zum Ritterkreuz verliehen bekam. In der Nacht vom 11. zum 12. Juni 1943 flog Streib gemeinsam mit seinem Bordfunker Fischer in einem He-219-Nachtjäger einen Einsatz gegen einfliegende britische Nachtbomber, um diesen Flugzeugtyp auf Fronttauglichkeit zu überprüfen, und konnte dabei fünf viermotorige britische Bomber vom Typ Avro Lancaster abschießen. 
Ab dem 1. Juli 1943 wurde Streib als Oberstleutnant zum Kommodore des Nachtjagdgeschwaders 1 ernannt. Am 11. März 1944 erhielt Streib als 54. Soldat der Wehrmacht, nach 66 Luftsiegen, die Schwerter zum Eichenlaub verliehen. Im selben Monat wurde Streib vom Frontgeschehen abgezogen und in den Stab von Adolf Galland versetzt. Dort fungierte er aufgrund seiner Nachtjagderfahrungen als Inspekteur der Nachtjäger. Von ihm gingen bis Kriegsende wertvolle Impulse für die Entwicklung der Nachtjagd aus. Bei Kriegsende hatte Streib den Dienstgrad eines Obersts inne. Bei Kriegsende geriet er in westalliierte Kriegsgefangenschaft, aus der er 1946 wieder entlassen wurde.

### Bundeswehrdienst
Nach dem Krieg arbeitete Streib zunächst als Geschäftsführer in einer Großhandelsfirma. Am 16. März 1956 trat er der Bundeswehr bei. Dort leitete er drei Jahre die Flugzeugführerschule A in Landsberg am Lech, die mit der T-6 Texan die Anfängerschulung der deutschen Piloten übernahm. Anschließend erfolgten sechs Monate Dienst in der NATO-Defence in Paris. Anschließend war Streib ab 1958 Brigadegeneral und „Flugzeugführer Süd“ und vom 1. Januar 1961 an Kommandeur der Fliegerdivision Süd in Karlsruhe. Ab Oktober 1962 kommandierte er die Ausbildungsbrigade 2 in Fürstenfeldbruck. Ab Oktober 1963 erfolgte seine Verwendung im Führungsstab der Luftwaffe in Köln-Wahn. Seine Bundeswehrkarriere beendete er am 31. März 1966 als „Inspizient Fliegende Verbände“ und ging in Pension.

## Auszeichnungen
- Eisernes Kreuz (1939) II. und I. Klasse
- Ritterkreuz des Eisernen Kreuzes mit Eichenlaub und Schwertern[4]
  - Ritterkreuz am 6. Oktober 1940
  - Eichenlaub am 26. Februar 1943 (197. Verleihung)
  - Schwerter am 11. März 1944 (54. Verleihung)
- Deutsches Kreuz in Gold am 26. Februar 1942[4]
- Frontflugspange für Nachtjäger in Gold